# Función de Dawson

La función de Dawson,, alrededor del origen

En matemáticas, la función de Dawson o integral de Dawson (llamada así por H. G. Dawson) 
es la transformada del seno de un lado de Fourier-Laplace, de la función gaussiana.

## Definición
La función de Dawson puede definirse como
{\displaystyle D_{+}(x)=e^{-x^{2}}\int _{0}^{x}e^{t^{2}}\,dt},
también denotada por F(x) o D(x), o alternativamente como
{\displaystyle D_{-}(x)=e^{x^{2}}\int _{0}^{x}e^{-t^{2}}\,dt}.
La función de Dawson es la transformada del seno de Fourier-Laplace de un solo lado, de la función gaussiana,
{\displaystyle D_{+}(x)={\frac {1}{2}}\int _{0}^{\infty }e^{-t^{2}/4}\,\sin(xt)\,dt.}
Está estrechamente relacionada con la función error erf, mediante
{\displaystyle D_{+}(x)={{\sqrt {\pi }} \over 2}e^{-x^{2}}\operatorname {erfi} (x)=-{i{\sqrt {\pi }} \over 2}e^{-x^{2}}\operatorname {erf} (ix)}
donde erfi es la función error imaginaria, erfi(x) = −i erf(ix). Similarmente,
{\displaystyle D_{-}(x)={\frac {\sqrt {\pi }}{2}}e^{x^{2}}\operatorname {erf} (x)}
en términos de la función error real, erf.
En términos tanto de erfi como de la función de Faddeeva w(z), la función de Dawson se puede extender al plano complejo completo:
{\displaystyle F(z)={{\sqrt {\pi }} \over 2}e^{-z^{2}}\operatorname {erfi} (z)={\frac {i{\sqrt {\pi }}}{2}}\left[e^{-z^{2}}-w(z)\right],}
lo que se simplifica a:
{\displaystyle D_{+}(x)=F(x)={\frac {\sqrt {\pi }}{2}}\operatorname {Im} [w(x)]}
{\displaystyle D_{-}(x)=iF(-ix)=-{\frac {\sqrt {\pi }}{2}}\left[e^{x^{2}}-w(-ix)\right]}
para x real.
Para |x| cercano a cero, 1 = F(x) ≈ x.

Para |x| grande, 1 = F(x) ≈ 1/(2x).

Más específicamente, cerca del origen tiene la expansión por series
{\displaystyle F(x)=\sum _{k=0}^{\infty }{\frac {(-1)^{k}\,2^{k}}{(2k+1)!!}}\,x^{2k+1}=x-{\frac {2}{3}}x^{3}+{\frac {4}{15}}x^{5}-\cdots ,}
mientras que para x grandes tiene la expansión asintótica
{\displaystyle F(x)=\sum _{k=0}^{\infty }{\frac {(2k-1)!!}{2^{k+1}x^{2k+1}}}={\frac {1}{2x}}+{\frac {1}{4x^{3}}}+{\frac {3}{8x^{5}}}+\cdots ,}
donde n!! es el doble factorial de n.
F(x) satisface la ecuación diferencial
{\displaystyle {\frac {dF}{dx}}+2xF=1\,\!}
de condición inicial F(0) = 0. Consecuentemente, tiene extremos para
{\displaystyle F(x)={\frac {1}{2x}},}
lo que resulta en x = ±0.92413887… (A133841), F(x) = ±0.54104422… (A133842).
Los puntos de inflexión siguen para
{\displaystyle F(x)={\frac {x}{2x^{2}-1}},}
lo que resulta en x = ±1.50197526… (A133843), F(x) = ±0.42768661… (A245262). (Aparte del punto de inflexión trivial en x = 0, F(x) = 0).

## Relación con la transformada de Hilbert del gaussiano
La transformada de Hilbert del gaussiano se define como:
{\displaystyle H(y)=\pi ^{-1}\operatorname {P.V.} \int _{-\infty }^{\infty }{\frac {e^{-x^{2}}}{y-x}}\,dx}
P.V. denota el valor principal de Cauchy, y nos restringimos a {\displaystyle y} real. {\displaystyle H(y)} se puede relacionar a la función de Dawson de la siguiente forma: Dentro de una integral de valor principal, podemos tratar a {\displaystyle 1/u} como una función generalizada o distribución, y usamos la representación de Fourier
{\displaystyle {1 \over u}=\int _{0}^{\infty }dk\,\sin ku=\int _{0}^{\infty }dk\,\operatorname {Im} e^{iku}}.
Con {\displaystyle 1/u=1/(y-x)}, usamos la representación exponencial de {\displaystyle \sin(ku)} y completamos cuadrado con respecto a {\displaystyle x} para hallar
{\displaystyle \pi H(y)=\operatorname {Im} \int _{0}^{\infty }dk\,\exp[-k^{2}/4+iky]\int _{-\infty }^{\infty }dx\,\exp[-(x+ik/2)^{2}]}.
Podemos cambiar la integral de {\displaystyle x} al eje real, y nos da {\displaystyle \pi ^{1/2}}. Luego
{\displaystyle \pi ^{1/2}H(y)=\operatorname {Im} \int _{0}^{\infty }dk\,\exp[-k^{2}/4+iky]}.
Completando cuadrado respecto a {\displaystyle k} se obtiene
{\displaystyle \pi ^{1/2}H(y)=e^{-y^{2}}\operatorname {Im} \int _{0}^{\infty }dk\,\exp[-(k/2-iy)^{2}]}.
Cambiamos de variable {\displaystyle u=ik/2+y}:
{\displaystyle \pi ^{1/2}H(y)=-2e^{-y^{2}}\operatorname {Im} i\int _{y}^{i\infty +y}du\ e^{u^{2}}}.
La integral se puede hacer como una integral de contorno alrededor de un rectángulo en el plano complejo. Tomando la parte imaginaria del resultado, resulta
{\displaystyle H(y)=2\pi ^{-1/2}F(y)}
donde {\displaystyle F(y)} es la función de Dawson definida arriba.
La transformada de Hilbert de {\displaystyle x^{2n}e^{-x^{2}}} también está relacionada con la función de Dawson. Puede verse con la técnica de diferenciar dentro del signo de integración. Sea
{\displaystyle H_{n}=\pi ^{-1}\operatorname {P.V.} \int _{-\infty }^{\infty }{\frac {x^{2n}e^{-x^{2}}}{y-x}}\,dx}
se introduce
{\displaystyle H_{a}=\pi ^{-1}\operatorname {P.V.} \int _{-\infty }^{\infty }{e^{-ax^{2}} \over y-x}\,dx}.
La derivada número n es
{\displaystyle {\partial ^{n}H_{a} \over \partial a^{n}}=(-1)^{n}\pi ^{-1}\operatorname {P.V.} \int _{-\infty }^{\infty }{\frac {x^{2n}e^{-ax^{2}}}{y-x}}\,dx}
Por tanto, se halla que
{\displaystyle \left.H_{n}=(-1)^{n}{\frac {\partial ^{n}H_{a}}{\partial a^{n}}}\right|_{a=1}}
Primero se realizan las derivadas, luego el resultado evaluado en {\displaystyle a=1}. Un cambio de variable también da que {\displaystyle H_{a}=2\pi ^{-1/2}F(y{\sqrt {a}})}. Como {\displaystyle F'(y)=1-2yF(y)}, se puede escribir {\displaystyle H_{n}=P_{1}(y)+P_{2}(y)F(y)} donde {\displaystyle P_{1}} y {\displaystyle P_{2}} son polinomios. Por ejemplo, {\displaystyle H_{1}=-\pi ^{-1/2}y+2\pi ^{-1/2}y^{2}F(y)}. En forma alternativa, {\displaystyle H_{n}} se puede calcular usando la relación de recurrencia (para {\displaystyle n\geq 0})
{\displaystyle H_{n+1}(y)=y^{2}H_{n}(y)-{\frac {(2n-1)!!}{{\sqrt {\pi }}2^{n}}}y}.